# Poldowski
Régine Wieniawski, coneguda professionalment com a Poldowski (Ixelles, Brussel·les, 16 de maig de 1879 – 28 de gener de 1932) fou una compositora i pianista britànica nascuda a Bèlgica, filla del violinista i compositor polonès Henryk Wieniawski. Alguns dels seus primers treballs es van publicar amb el nom d'Irène Wieniawska. Es va casar amb el baró Sir Aubrey Dean Paul (1869–1961), descendent de John Churchill, convertint-se en Lady Dean Paul. El seu nom apareix en diverses formes: Régine Wieniawski, Irène Wieniawski, Irene Regina Wieniawski, Lady Dean Pau, Lady Irene Dean Paul, Lady Irene Poldowski Paul o Madame Poldowski. El pseudònim se'l pot trobar com Poldowski, Poldowsky o Poldowska i el cognom com a Wieniawski o Wieniawska.

## Biografia
Régine Wieniawski va néixer el 16 de maig de 1879 a Ixelles, Brussel·les, on el seu pare, el virtuós violinista i compositor polonès Henryk Wieniawski s'havia instal·lat després del seu nomenament com a professor del Conservatori de Brussel·les. La mare de Régine, Isabelle Bessie Wieniawski (de soltera Hampton), era anglesa, neboda del pianista i compositor irlandès George Alexander Osborne, un músic que havia estudiat amb Johann Peter Pixis, François-Joseph Fétis i Friedrich Kalkbrenner, i que era un amic íntim de Frédéric Chopin i d'Hector Berlioz, i era membre d'una família londinenca que havia tingut relació amb Rossini, Meyerbeer, Jenny Lind, Michael William Balfe i Anton Rubinstein. Li van posar el nom de Régine en honor a la seva àvia paterna, Regina Wolff.
Algunes fonts indiquen que Régine va néixer poques setmanes després de la mort del seu pare. No obstant això, sembla ser un error causat per algunes fonts anteriors que diuen que va néixer el maig de 1880 en comptes del maig de 1879; el seu pare va morir el 31 de març de 1880, a Moscou, mentre feia una gira de concerts, quan Irene tenia deu mesos.
Tampoc és clar com van començar els seus estudis musicals. Va estudiar piano inicialment amb Miss Ellis. Va dir als seus biògrafs oficials que va ingressar al Conservatori de Brussel·les als dotze anys, estudiant piano amb Pierre Storck i composició amb François-Auguste Gevaert. Més tard va continuar els seus estudis a Londres amb Michael Hambourg i Percy Pitt. Després del seu matrimoni va tornar a París per estudiar amb André Gedalge, i després de la mort del seu primer fill va estudiar amb Vincent d'Indy a la Schola Cantorum de París. Tanmateix, no estan els seus inicis d'estudiant donat que el seu nom no apareix en cap registre del Conservatori de Brussel·les.
El 1887, als vuit anys, va ser presentada a Nellie Melba, amb qui va fer amistat, i després va debutar al teatre La Monnaie de Brussel·les. El 1893, als catorze anys, va interpretar públicament algunes de les seves pròpies composicions. Era veïna del crític d'art Octave Maus i les seves cançons Cortège i Cythère les va dedicar a Maus i a la seva dona Madeleine. El 1896, Régine Wieniawski i la seva mare es van traslladar a Londres. Allà va publicar algunes obres primerenques amb el nom d'Irène Wieniawska. El 1901 es va casar amb un descendent del primer duc de Marlborough, Sir Aubrey Edward Henry Dean Paul, 5è baronet, a qui l'havia presentat Nellie Melba. Així es va convertir en Lady Dean Paul, i va adoptar la nacionalitat britànica, però va continuar publicant obres com a Irène Wieniawska. Van tenir tres fills:
- Aubrey Donald Fitzwarren Severin Dean Paul (1902–1904).
- Sir Brian Kenneth "Napper" Dean Paul, 6è baronet (1904–1972),[9] un muralista aficionat i consumidor d'opi, el retrat del qual va ser pintat per Lucian Freud.[10]
- Brenda Irene Isabelle Dean Paul (1907-1959), que va esdevenir una actriu coneguda i "addicta a les drogues de la societat" i que va ser arrestada amb freqüència acusada de possessió de drogues. Va passar un temps a la presó per a dones de Holloway, Londres. Va morir d'una sobredosi de drogues al seu pis.[11][12][13][14]

La mort prematura del fill primogènit de Lady Dean Paul la va devastar i, finalment, va provocar la ruptura del seu matrimoni. Va inspirar tres obres, les cançons Soir i Berceuse d'Armorique, i la peça per a violí i piano Berceuse pour l'enfant mourant. Després va adoptar el pseudònim de Poldowski.
Gervase Elwes va presentar en concert les cançons de Poldowski sobre textos de Paul Verlaine el 1912 al Queen's Hall. Aquestes cançons es van posar després de moda a París i la seva interpretació va causar una profunda impressió. Elwes havia quedat impressionat amb la música de Poldowski des que l'havia conegut per primera vegada gairebé vint anys abans, el 1893, a Brussel·les. Va sentir que mostraven "una gran originalitat i, per a la seva edat, un gran acabat". Es van tornar a veure el 1903 a Brussel·les, i ella li va dedicar dues de les seves cançons. El 1921 Gervase Elwes havia d'oferir un concert als Estats Units amb cançons d'ella, però el cantant va morir dies abans en un accident ferroviari a Boston.
Poldowski es va traslladar a Brussel·les la primavera de 1912, després que la reina Isabel de Bèlgica hagués expressat el desig d'escoltar-la. Va acompanyar Émile Chaumont en l'estrena de la seva Sonata per a violí en re menor, dedicada a Octave Maus, que després va ser interpretada a París pel seu íntim amic, el pianista francès Lazare Lévy, a qui havia conegut a la classe de Miss Ellis. Lévy va estrenar la seva peça per a piano solista Caledonian Market, el 1923. El gener de 1912 el seu amic Henry Wood va dirigir les estrenes de la seva Suite miniatura i Nocturns als Concerts Dominicals. El 1913 va tornar a Brussel·les per darrera vegada per acompanyar Jane Bathori-Engel en quatre de les seves representacions basades en Verlaine.
Ella i la seva família es van convertir al catolicisme el 1916. El 1919, al Queen's Hall, Henry Wood va acompanyar Poldowski a l'estrena de la seva peça per a piano i orquestra Pat Malone's Wake. Va caure greument malalta a la tardor de 1913. L'agost de 1919 Poldowski es va traslladar als Estats Units, on es va publicar la seva "òpera simfònica" Silence, malgrat greus problemes financers. La seva òpera Silence es va estrenar a Londres el 29 de març de 1920 com a part de la temporada de música russa Komisarjevsky-Rosing al Teatre del Duc de York. Polodowski es va separar legalment del seu marit el 1921.
Va tornar a Londres el 1922. Entre els seus visitants habituals hi havia el dramaturg Alfred Sutro, la mezzosoprano Marguerite d'Alvarez, el director Eugène Goossens fill, la clavecinista Violet Gordon-Woodhouse, el violinista Paul Kochanski i els compositors Peter Warlock i George Gershwin.
La seva sèrie de recitals del migdia de 1923 a l'hotel Hyde Park, coneguda com The International Concerts of La Libre Esthétique, va atreure Arthur Rubinstein, Jacques Thibaud i el London String Quartet. També va obrir una botiga d'alta costura, on va produir diverses creacions per a la família reial britànica. En una gira per Espanya el 1925, el rei i la reina d'Espanya li van regalar una polsera de diamants.

## Mort
Anys més tard va emmalaltir greument de pneumònia i li van haver d'extirpar el pulmó dret. Va morir d'un atac de cor el 28 de gener de 1932 a Londres, als 52 anys.

## Música
Poldowski fou una talentosa compositora de cançons i el seu estil mostra fortes influències de Claude Debussy. Va musicar vint-i-dos textos francesos de Paul Verlaine, així com textos en anglès de William Blake, Willieam Butler Yeats, Alfred, Lord Tennyson i altres.

## Discografia

### Cançons sobre textos de Paul Verlaine
- Trois mélodies sur des poésies de Paul Verlaine
  - 1. Dimanches d'avril
  - 2. Bruxelles
  - 3. En sourdine
- À Clymène
- A poor young shepherd
- Brume
- Circonspection
- Colombine
- Cortège
- Crépuscule du soir mystique
- Cythère
- Dansons la gigue!
- Effet de neige
- Fantoches
- Impression fausse
- L'attente
- Le faune (dedicated to Vladimir Rosing)
- L'heure exquise
- Mandoline
- Spleen
- Sur l'herbe
- Nous deux (Donc, ce sera par un clair jour d'été)

Recentment, el cicle complet de 22 cançons ha estat transcrit per a conjunt de cambra per David Jackson. Un enregistrament del cicle complet d'Ensemble 1904, inclou la 22a cançó inèdita Nous deux (Donc, ce sera par un clair jour d'été), havia de ser llançat per Resonus Classics el 2017.

### Sobre altres textos
- Berceuse d'Armorique (Anatole le Braz)
- Dans une musette (Marie Closset)
- Down by the Salley Gardens (Willliam Butler Yeats)
- La passante (her own text)
- Nocturne (des cantilènes) (Jean Moréas)
- Pannyre aux talons d'or (Albert Victor Samain)
- Sérénade (Adolphe Ratté)
- Soir (Albert Victor Samain)[22]

### Altres obres
Les seves altres obres inclouen:
- Silence, òpera simfònica
- Laughter, opereta
- Nocturns, orquestra
- Tenements, orquestra
- Pat Malone's Wake, piano i orquestra
- Suite miniature de chansons à danser, quintet de vent[23][24]
- Caledonian Market, suite per a piano
- The Hall of Machinery – Wembley, piano
- Sonatina, piano
- Estudi, piano
- Sonata per a violí en re menor
- Peces per a violí i piano com Berceuse de l'Enfant mourant, Largo, Phryne i Tango.[25] (El tango va ser gravat per Jascha Heifetz)[26][27]

Moltes de les seves obres més grans s'han perdut. El seu catàleg complet de música, incloses obres inèdites, recopilades per David Mooney, està disponible a SMI Music Theses Register.

## Discografia
- Tango - Jascha Heifetz, violí; Emanuel Bay, piano (17 octubre 1946, RCA)
- Poldowski, mélodies [27 mélodies] - Élise Gäbele, soprano; Philippe Riga, piano; Sylvain Cremers, oboé d'amor (2-4 novembre 2006, Musique en Wallonie MEW 0741) (OCLC 547232426)
- A Verlaine songbook [5 melodies] - Carolyn Sampson, soprano; Joseph Middleton, piano (gener 2016, SACD BIS Records) (OCLC 966294235)
- Poldowski Art'songs [23 mélodies] - Angelique Zuluaga, soprano; Gwendolyn Mok, piano; Quartet de cordes Alexandre; Ryan Zwahlen, oboé d'amor (12,13, 14 de febrer i 26 d'agost de 2016, Delos DE 3538)
- Poldowski re/imagined, 22 mélodies sur les poèmes de Paul Verlaine - Ensemble 1904: Jazmin Black-Grollemund, soprano; Angélique Charlopain, violí; Jérémie Decottignies, contrabaix; David Jackson, piano i arranjaments (28-30 novembre 2016, Resonus Classics RES10196) [CD booklet] Arxivat 2017-08-23 a Wayback Machine.
- Violin Sonata in Re Minor, British Women Composers - Clare Howick, violí; Sophia Rahman, piano (octubre 2010, Naxos 8.572291)